# Centre d’enquête sur les accidents (Finlande)
Le centre d’enquête sur les accidents (finnois : Onnettomuustutkintakeskus, sigle OTKES, suédois : Olycksutredningscentralen, officiellement traduit en anglais par : Safety Investigation Authority, Finland) est l'organisme  chargé des enquêtes sur les accidents et les incidents graves en transport maritime, transport ferroviaire et en aviation publique et générale qui surviennent sur le territoire de la Finlande. 
L'OTKES a son siège à Helsinki.